# Reserva natural estricta de Bàtsari
La Reserva natural estricta de Bàtsari (en georgià : ბაწარის სახელმწიფო ნაკრძალი) és una àrea protegida del municipi d'Akhmeta, regió de Kakhètia, Geòrgia, a la gorja de Pankisi, a la riba del riu Alazani, a 700-2.000 metres d'altitud al peu del Gran Caucas. Limita amb la Reserva gestionada d'Ilto, que inclou una part de la vall d'Ilto.

## Història
La reserva natural estatal de Bàtsari es va crear el 1935 a la gorja del riu Bàtsari, afluent dret del riu Alazani.
La Reserva natural estricta de Bàtsari forma part de les àrees protegides de Bàtsari-Babàneuri, que també inclou la Reserva natural estricta de Babàneuri i la Reserva gestionada d'Ilto.

## Flora
A l'àrea central de la gorja de Bàtsari hi ha restes relictes de dendroflora del període terciari. Unes 270 ha estan cobertes de boscos de teixos (Taxus baccata), que és el bosc de teix més gran del món. El teix creix com una arbreda separada i intercalat amb aurons, freixes, til·lers i altres arbres.

## Fauna
N'hi ha una gran varietat d'ocells que es conserven al bosc: voltors, àguiles i galls. Aquí també hi viuen una gran varietat de mamífers: ossos, isards, guineus, cabirols, conills, martes, toixons, entre d'altres.